# Стад де Сюїсс
Стад де Сюїсс Ванкдорф (фр. Stade de Suisse Wankdorf) — футбольний стадіон у Берні, на якому проводить значну частину домашніх матчів Збірна Швейцарії та проходять фінали Кубка Швейцарії. Також тут проводить всі свої домашні матчі місцевий футбольний клуб «Янг Бойз» та єврокубкові матчі — «Тун». 
Стадіон збудований у 2005 році на місці легендарного стадіону «Ванкдорф», який приймав фінал Чемпіонату світу з футболу 1954.

## Історія

### Будівництво нового стадіону
У 1997 році на референдумі мешканці Берна висловились за реконструкцію кварталу Ванкдорф та будівництво нового стадіону. В червні 1999 року переможцем конкурсу на найкращий проєкт було оголошено запропонований швейцарськими архітекторами Родольфом Лушером, Жаном-П'єром Швааром і Феліксом Ребманном. Будівництво стадіону тривало понад три роки (2001—2005), підрядником будівництва була компанія Marazzi Generalunternehmung. Вартість спорудження арени становила 370 мільйонів франків, таким чином, стадіон став найдорожчою спорудою в історії Швейцарії. Офіційне відкриття стадіону відбулося 30 липня 2005.
Новий стадіон отримав назву «Стад де Сюїсс Ванкдорф» (дослівно Швейцарський стадіон Ванкдорф). Оскільки Берн розташований на межі франкомовної та німецькомовної частин Швейцарії, назва стадіону також двомовна: фр. Stade de Suisse — офіційна назва, оскільки стадіон є національним, а нім. Wankdorf — місцева назва стадіону.

### Рекорд відвідуваності хокейного матчу

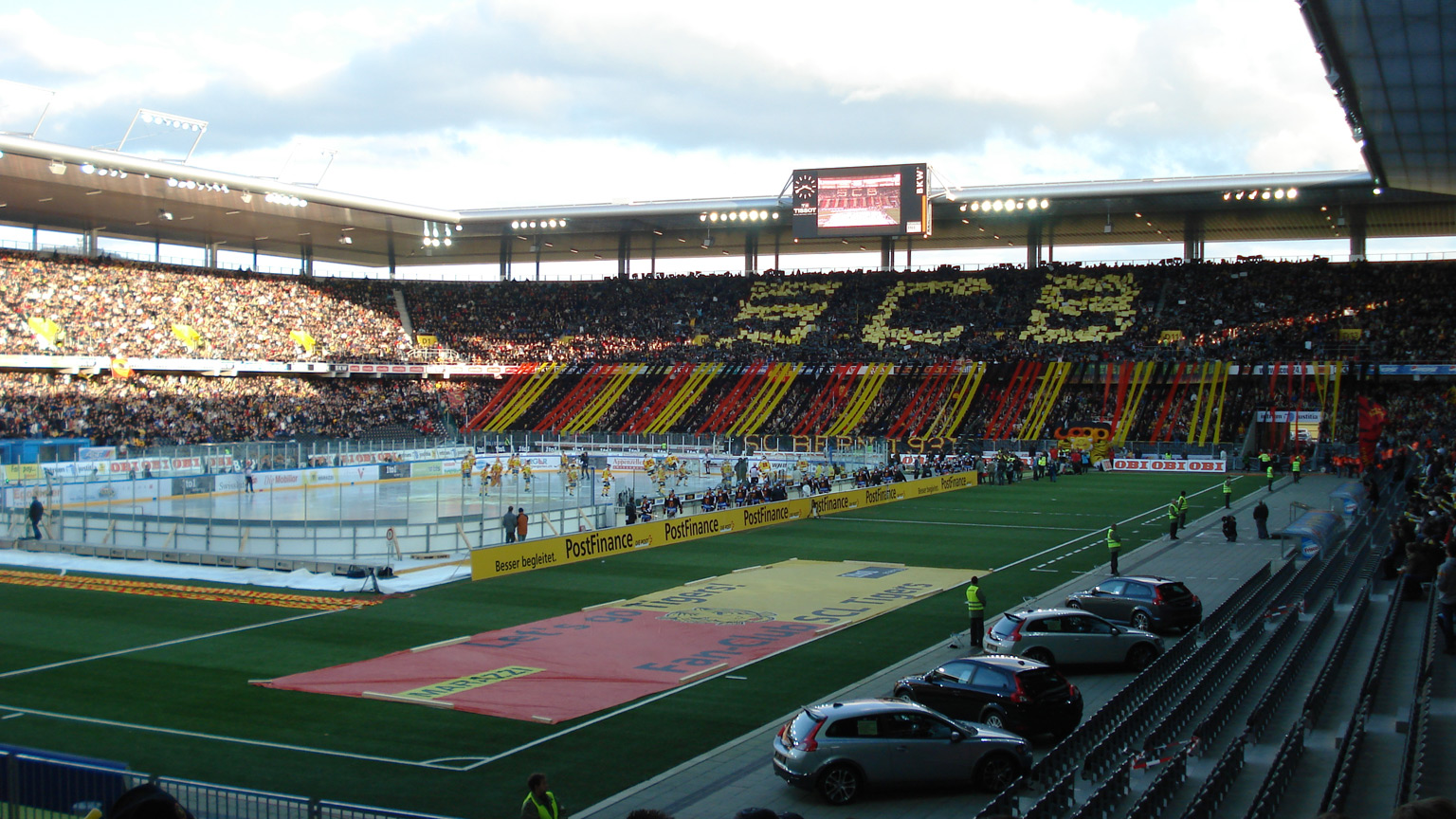
Хокейний матч на стадіоні

14 січня 2007 року на стадіоні відбулося ювілейне 100-те протистояння між швейцарськими хокейними клубами «Берн» і «Ланґнау». Оскільки найбільша хокейна арена Швейцарії 16-тисячна «Берн Арена» не могла вмістити всіх глядачів, вирішили провести матч на «Стад де Сюїсс». Для цього вкрили штучний газон ізолюючим шаром, після чого 300 кілометрів шлангів з холодною водою забезпечили 5-сантиметровий шар льоду. Всі квитки були розпродані майже за три дні. За цим матчем спостерігало 30 076 глядачів, що є європейським рекордом відвідуваності хокейного матчу.

### Євро-2008

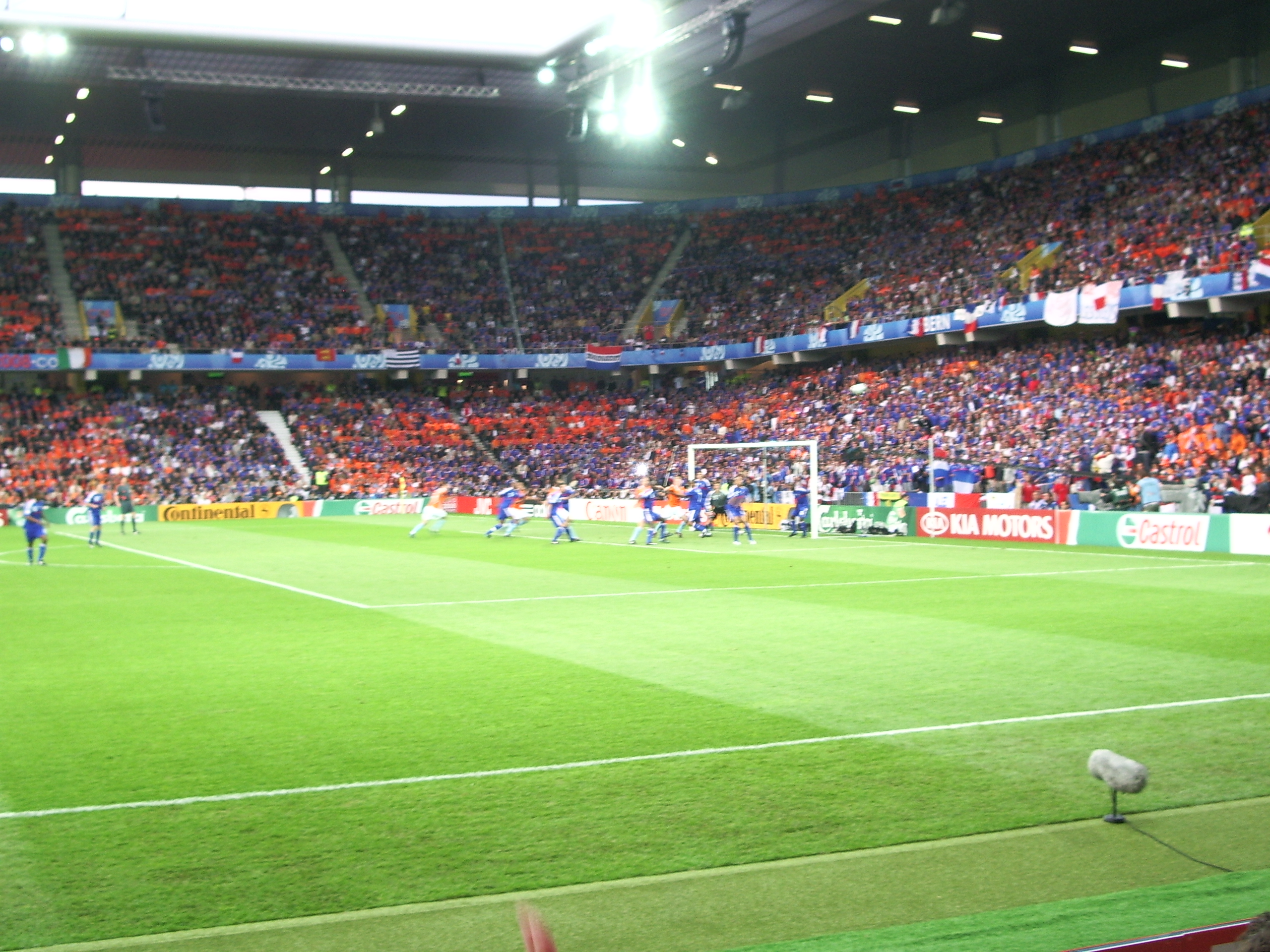
Матч Євро-2008 за участі збірних Нідерландів і Франції

Під час Чемпіонату Європи з футболу 2008 року стадіон приймав три групові матчі. Так сталося, що всі вони були за участі збірної Нідерландів, і в кожному з них «помаранчеві» здобували перемогу.
| Дата      | Матч                 | Рахунок | Раунд          | Глядачі |
| --------- | -------------------- | ------- | -------------- | ------- |
| 9 червня  | Нідерланди — Італія  | 3:0     | Матч групи «C» | 30 777  |
| 13 червня | Нідерланди — Франція | 4:1     | Матч групи «C» | 30 777  |
| 17 червня | Нідерланди — Румунія | 2:0     | Матч групи «C» | 30 777  |

### Боксерський поєдинок Володимира Кличка
7 липня 2012 на стадіоні український боксер Володимир Кличко провів бій з американцем Тоні Томпсоном. Бій закінчився перемогою Володимира нокаутом у 6-му раунді, завдяки чому українець захистив титул чемпіона у важкій ваговій категорії за версіями IBF, WBO, IBO та The Ring.

### Наш час
Наразі на стадіоні проводить значну частину домашніх матчів Збірна Швейцарії, а також проходять фінали Кубка Швейцарії. Крім того, тут проводить всі свої домашні матчі місцевий футбольний клуб «Янг Бойз» та деякі єврокубкові матчі — «Тун». 

## Архітектурні особливості

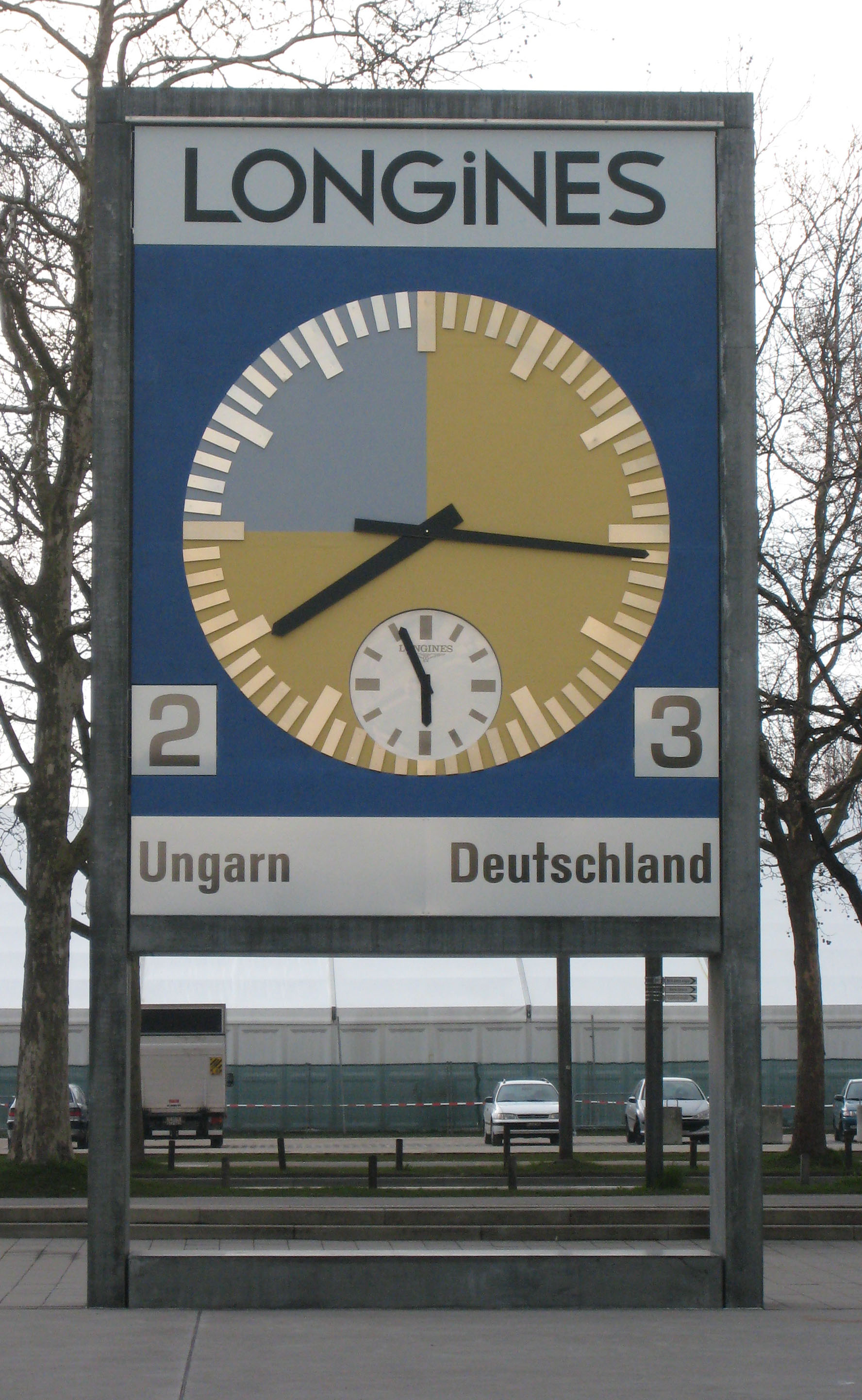
Відновлений годинник перед стадіоном

### Сонячні батареї
Одна з головних особливостей стадіону — дах, вкритий сонячними батареями. Ця сонячна електростанція є найбільшою у світі серед встановлених на будівлях. В залежності від погодних умов її потужність становить 850—1300 кВт, таким чином, за рік ця установка генерує від 800 тисяч до 1,2 мільйона кВт-год. Цього достатньо, щоб забезпечувати електроенергією невелике містечко.

### «Гаряче крісло»
Усі глядацькі місця на стадіоні або жовтого, або сірого кольору. Проте на арені встановлене одне червоне крісло. Крісло відкрив 20 січня 2005 року колишній гравець «Янг Бойз» Вальтер Айх. На це місце не продаються квитки, і його зазвичай займає відомий спортсмен або футбольний функціонер.

### Годинник Longines
Як і в багатьох інших легендарних стадіонів світу, у «Ванкдорфа» був свій символ — башта з годинником швейцарської фірми Longines. Після будівництва на місці «Ванкдорфа» нового стадіону годинник був відновлений зі старих частин і встановлений у грудні 2007 року перед стадіоном. Годинник показує час закінчення (20:16) та рахунок (3:2) фіналу Чемпіонату світу-1954.

## Інші заходи
Після встановлення в 2006 році штучного газону з'явилася можливість проводити концерти на стадіоні. Тут виступали Bon Jovi, Роббі Вільямс, Genesis, Герберт Ґронемеєр та інші.